# Rosa Amaral
Rosa Amaral (née le 21 juin 1980) est une joueuse angolaise de handball féminin. Elle a fait partie de l'équipe d'Angola féminine de handball aux Jeux olympiques d'été de 2004 à Athènes.

## Palmarès

### En équipe nationale
Jeux olympiques
- 9e place aux Jeux olympiques 2004[1].

Championnats d'Afrique 
- Médaille d'or au Championnat d'Afrique 2002
- Médaille d'or au Championnat d'Afrique 2004